# ネオ・プラネット
ネオ・プラネット（NEO　PLANET）は1996年マップジャパンより発売された、プレイステーション用惑星開発シミュレーションゲーム。一人プレイ専用。マウス対応(マウス必須ではないが、マウス使用を想定して作られているため通常のコントローラーではマウスカーソルを方向キーで移動させて操作することになる)。2013年11月13日よりゲームアーカイブスにて配信開始。

## ゲーム内容
舞台は西暦2049年以降の世界。環境破壊が進んで荒廃してしまった地球の代わりに新たに生物が生息できる架空の惑星を開拓し地球からの移民を受け入れ、第二の地球を作り上げるのが目的のシミュレーションゲーム。キャッチフレーズは「地球は子供たちから借りているもの 〜ケニアのことわざより〜」で、文明と自然環境との共存がテーマとなっている。
プレイヤーは惑星開拓計画(ネオプラネット計画・NP計画)を引き受けた民間財団として5つの惑星にそれぞれ移住開始からゲーム時間で50年間(うちひとつはチュートリアル用マップでプレイ時間が10年間)の初期開拓を行う。惑星からエネルギー資源を発見・採掘し、マップ上に様々な建物を建設して文明を発展させていく。
財団の資金繰りや資材のマネジメントもさることながら惑星の自然環境・生物資源の保護にも努めなければならず、文明の影響で自然環境や生態系を狂わせてしまうと地形や気候の変動、さらには大災害が起きるようになり、最悪の場合人類が住めない環境まで荒廃してゲームオーバーとなる。いっぽう各惑星には地球の生物とは姿形が異なる様々な生物が生息しているが、大量に繁殖して森を食い荒らしてしまう草食獣や人間に危害を加える害獣などもいるため単純に保護するだけでなく人為的に個体数や生息域を調整する必要もある。
財団の経営破綻や文明の滅亡などを起こさずに50年間をプレイし、その間に特定の条件を満たすとその惑星はクリアとなり、全ての惑星をクリアするとゲームクリアとなる。条件の達成度によりエンディングが分岐するマルチエンディング方式である。

## ゲームシステム
マップ画面はシムシティ2000のようなクオータービューで描かれる。惑星全体がマップになっているため左右がループしている。地形には高低差があるが斜面にも建物を問題なく建てることができる。水面にはごく一部の建物をのぞき建設ができない。開発はメニューから必要な建造物を選択しマップ上に配置場所を指定する。街は空港を中心に発展し、プレイヤーが設置した建物の他にも一般市民が建物を設置して広がっていく。
文明が発展して汚染が進むと街を中心に周囲の温暖化と砂漠化が進行するため、より汚染の少ない都市計画に移行したり汚染を浄化する効果のある施設を設置する必要がある。
「資源探査」コマンドではマップ上のタイルを調査することができ、そのタイルの地理的特徴、地下資源の有無、そこにいる生物、観光資源の有無、建っている建物の情報を見、そのタイルへの操作を行うことができる。地下資源は惑星上に点在する限られたタイルからしか採掘できず、そこに採掘施設を建てて中継施設とパイプラインで必要な箇所に繋げなければいけない。生物は群れ単位で扱われ、発見した生物は人為的に移動させたりDNA培養で数を増やしたりできる。生物の保護にはより過ごしやすい環境の土地に移動させたり「保護区」を設置して保護したり、人間による密猟の監視をする必要がある。観光資源は珍しい地形のところにあり、観光地として開発することができる。地下資源と生物は普段はマップ上にたまに目印が点滅表示されるだけだが一度資源探査で「発見」すると常にマップ上に目印が表示されるようになる。観光資源があるとされるタイルは、珍しい地形や美しい地形の周囲のタイルを手探りで探すしかない。
NP計画の中に数々の「プロジェクト」が存在し、毎月一定の額をプロジェクトに注ぎ込むことで進捗する。各プロジェクトが完成すると様々な特殊効果を持った建物が建てられる。

## 声の出演
- ナレーション：矢島正明
- ニュースキャスター：石井康嗣・鈴鹿千春

## BGM
BGMはクラシック音楽がアレンジされて使われている。
- チャイコフスキーのピアノ協奏曲
- タイスの瞑想曲
- グノーのセレナーデ
- ハイケンスのセレナーデ
- G線上のアリア
- 美しく青きドナウ